# Wieland Kuijken
Wieland Kuijken (nacido en Dilbeek, el 31 de agosto de 1938) es un violoncelista belga especializado en viola da gamba y el violonchelo barroco.

## Biografía
Kuijken comenzó su carrera musical en 1952 con el ¨Bruselas Alariusensemble¨, del cual formó parte hasta 1972. Además, tocó con el Ensemble Musique Nouvelle, que propagó la música contemporánea en toda Europa.
En 1972 se estableció el conjunto La Petite Bande y más tarde el ¨Kuijken Strijkkwartet¨ (Kuijken String Quartet). Kuijken ha grabado numerosas obras de música de cámara con Gustav Leonhardt, Frans Brüggen y Alfred Deller. Hoy en día es uno de los intérpretes de música antigua más cotizados de su generación en el violonchelo barroco y la viola da gamba.
Es profesor de gamba en los conservatorios de Bruselas y La Haya y miembro del jurado regular de concursos internacionales.
Kuijken tiene dos hermanos, Sigiswald y Barthold, que también son músicos eminentes y son conocidos por tocar música barroca con instrumentos auténticos. Sigiswald es un violinista y Barthold un flautista y toca flauta travesera (traverso) y flauta de pico. Su tercer hermano es el profesor Eckhart Kuijken, exdirector del Instituto Flamenco para la Conservación de la Naturaleza y profesor en la Universidad de Groningen. También tiene un cuarto hermano, Oswald Kuijken, que es un famoso artista visual.
Kuijken es invitado regularmente como jurado para competiciones internacionales en Brujas, París, Boston o Utrecht. Es un profesor muy solicitado en clases magistrales en varios países europeos.

## Discografía (selección)

### Como violagambista
- 1976 - Concerts à deux violes égales de Sieur de Sainte Colombe, por Wieland Kuijken, Jordi Savall, Astrée E7729
- 1978 - Late French Viol Music, musique de Antoine Forqueray et Charles Dollé, por Wieland Kuijken, Sigiswald Kuijken, Robert Kohnen, Accent ACC67808
- 1992 - Concerts à deux violes égales, Tome II de Sieur de Sainte Colombe, por Wieland Kuijken, Jordi Savall, Astrée E8743
- Music for a Viol, musique de Jenkins, Simpson, Ford et Locke, por Wieland Kuijken, Sigiswald Kuijken, Robert Kohnen, Accent ACC68014
- 1992 - Pièces de Violes de François Couperin, por Wieland Kuijken, Kaori Uemura, Robert Kohnen, Accent ACC9288
- 2000 - Music for 2 Viols ACC99132
- 2006 - Pièces de viole du cinquième livre de Marin Marais por Wieland Kuijken, Kaori Uemura, Robert Kohnen, Accent ACC7844

### Como director de orquesta
- 2000 - Stabat Mater, Magnificat et Missa Dolorosa de Antonio Caldara, por el Coro de cámara de Namur y Les Agrémens, dir. Wieland Kuijken

### Varios
- 2006 - Kuijken Two Generations, quintetos y cuarteros de Beethoven, Challenge CC 72181